# Paralelo 63 N
O Paralelo 63 N é um paralelo no 63° grau a norte do plano equatorial terrestre.

## Dimensões
Conforme o sistema geodésico WGS 84, no nível de latitude 63° N, um grau de longitude equivale a 50,67 km; a extensão total do paralelo é portanto 18.242 km, cerca de 45,5 % da extensão do Equador, da qual esse paralelo dista 6.988 km, distando 3.014 km do polo norte.

## Cruzamentos
Começando pelo Meridiano de Greenwich e tomando a direção leste, o paralelo 63° Norte passa sucessivamente por:
| País, território ou mar | Notas                                 |
| ----------------------- | ------------------------------------- |
| Oceano Atlântico        | Mar da Noruega                        |
| Noruega                 | próximo a Molde                       |
| Suécia                  | norte de Sandsvaal                    |
| Mar Báltico             | Golfo de Bótnia                       |
| Finlândia               | Vaasa, Kuopio                         |
| Rússia                  | Norte, da Carélia até a Iacútia       |
| Oceano Pacífico         | Mar de Bering                         |
| Estados Unidos          | Ilha de São Lourenço, Alasca          |
| Oceano Pacífico         | Mar de Bering                         |
| Estados Unidos          | Alasca                                |
| Canadá                  | Yukon Territórios do Noroeste Nunavut |
| Baía de Hudson          |                                       |
| Estreito de Hudson      |                                       |
| Canadá                  | Ilha de Baffin, Nunavut               |
| Baía de Frobisher       |                                       |
| Canadá                  | Ilha de Baffin, Nunavut               |
| Oceano Atlântico        | Estreito de Davis, Mar do Labrador    |
| Gronelândia             |                                       |
| Oceano Atlântico        |                                       |
| Oceano Atlântico        | Mar da Noruega                        |